# Turning Season Within
Turning Season Within — третій студійний альбом гурту Draconian. Вийшов 29 лютого 2008 року (4 березня у США) лейблом Napalm Records. Відмінною рисою цього альбому є участь Пола Кура із гурту Novembers Doom у роботі над композицією September Ashes.
Основна тематика альбому — розірвані стосунки між двома закоханими.

## Список треків
| #     | Назва                  | Тривалість |
| ----- | ---------------------- | ---------- |
| 1.    | «Seasons Apart»        | 6:32       |
| 2.    | «When I Wake»          | 5:50       |
| 3.    | «Earthbound»           | 8:11       |
| 4.    | «Not Breathing»        | 5:39       |
| 5.    | «The Failure Epiphany» | 6:21       |
| 6.    | «Morphine Cloud»       | 7:33       |
| 7.    | «Bloodflower»          | 5:32       |
| 8.    | «The Empty Stare»      | 5:47       |
| 9.    | «September Ashes»      | 1:10       |
| 52:36 |                        |            |

- Всі тексти авторства Андерса Якобссона; адаптація із поезії — Терес Бйорк. Вся музика авторства Йохана Еріксона, за винятком треку № 9 (Андреас Карлссон).

## Учасники
- Ліза Юганссон — жіночий вокал
- Андерс Якобссон — чоловічий вокал
- Йохан Еріксон — соло-гітара, бек-вокал
- Даніель Арвідссон — ритм-гітара
- Фредрік Юганссон — Баси
- Джеррі Торстенсон — ударні, перкусія

- Із Полом Куром (із Novembers Doom): гостьовий вокал та наратив

## Продукція
- Виконання та випуск — гурт Draconian
- Запис та обробка — Давид Кастільйо та Йохан Ернборг
- Мікшування та мастеринг — Єнс Богрен[4]